# Kaptol (Požega-Slavonie)
Pour les articles homonymes, voir Kaptol.
Kaptol est un village et une municipalité située en Slavonie, dans le comitat de Požega-Slavonie, en Croatie. Au recensement de 2001, la municipalité comptait 4 007 habitants, dont 96,38 % de Croates et le village seul comptait 1 570 habitants.

## Localités
La municipalité de Kaptol compte 10 localités :
| - Alilovci - Bešinci - Češljakovci - Doljanovci - Golo Brdo | - Kaptol - Komarovci - Novi Bešinci - Podgorje - Ramanovci |